# Ивайло Балабанов
Ивайло Балабанов е български поет.

## Биография
Роден е на 28 август 1945 г. в село Хухла, Община Ивайловград. Завършва гимназия в Ивайловград. Работи по изграждането на МК „Кремиковци“ и язовир „Ивайловград“. Продължително време живее в Хасково, а в последните години – в Свиленград. Известно време работи като програмен ръководител на радиовъзел – Ивайловград.
Член на Съюза на българските писатели. Почетен гражданин на Ивайловград, Кърджали, Свиленград и Хухла.
Умира в родното си село на 20 юли 2021 г.

## Творчество
Автор е на музикално-поетичен спектакъл „Съзвездие – наречено „Любов“, посветен на 25 април 2005 г. – деня, в който е подписан Договорът за присъединяване на България към ЕС. Сред по-значимите му творби са поемите „Сила“ и „Мост“, както и стихотворенията „България“, „Допиване на последната чаша“, „Тежък хляб“, „Ивайловградски въпрос“, „Сутрешна закуска“ и „Принос към европейската история“.

## Награди
- Лауреат на „Южна пролет“ – 1980 г.,
- Награда на Съюза на българските писатели – 1987 г.,
- Национална награда „Изворът на Белоногата“ – 2001 г.,
- Награда за книга на годината – 2004 г. за „Песни за старо вино“,
- Литературна награда за цялостно творчество „Александър Паскалев“ – 2005 г.,
- Национална награда за патриотична поезия „Георги Джагаров“ – 2006 г.,
- Лауреат на Националната награда „Пеньо Пенев“ – 2008 г.
- Националната литературна награда „Димчо Дебелянов“ – 2016 г.